# Matti Kuusi
Matti Akseli Kuusi, född 25 mars 1914 i Helsingfors, död 16 januari 1998 i Helsingfors, var en finländsk folklorist och akademiker. Han var bror till Pekka Kuusi.
Han var sonson till A. A. Granfelt. Kuusi var professor i finsk och jämförande folkdiktning vid Helsingfors universitet från 1959. Han har i sin forskargärning använt stilanalys för att datera och lokalisera forndikter, allt för att kategorisera. Han introducerade Roman Jakobson och Claude Lévi-Strauss i det finländska forskningsfältet. Hans specialområde är ordstäv. Han publicerade även dikter och deltog i kulturdebatten. Som kåsör använde han pseudonymerna Matti och Savinyrkki.
Kuusi var ordförande i Kalevalasällskapet 1963–1975.
Han är begravd på Sandudds begravningsplats i Helsingfors.